# Liga Națională 2017-2018 (pallacanestro maschile)
La Liga Națională 2017-2018 è la 68ª edizione del massimo campionato rumeno di pallacanestro maschile. Il detentore del titolo di campione di Romania è l'U-BT Cluj.

## Regular season
|     | Squadra                  | G  | V  | P  | PF   | PS   | Pt. | Qualificazione |
| --- | ------------------------ | -- | -- | -- | ---- | ---- | --- | -------------- |
| 1.  | Sibiu                    | 22 | 18 | 4  | 1945 | 1594 | 40  | gruppo 1-6     |
| 2.  | U-BT Cluj-Napoca         | 22 | 18 | 4  | 1905 | 1643 | 40  | gruppo 1-6     |
| 3.  | BC Timișoara             | 22 | 15 | 7  | 1958 | 1712 | 37  | gruppo 1-6     |
| 4.  | Oradea                   | 22 | 15 | 7  | 1970 | 1644 | 37  | gruppo 1-6     |
| 5.  | Steaua Eximbank Bucarest | 22 | 15 | 7  | 1907 | 1645 | 37  | gruppo 1-6     |
| 6.  | U FC Arges               | 22 | 13 | 9  | 1854 | 1709 | 35  | gruppo 1-6     |
| 7.  | Craiova                  | 22 | 11 | 11 | 2027 | 1926 | 33  | gruppo 7-12    |
| 8.  | CS Phoenix Galați        | 22 | 10 | 12 | 1792 | 1765 | 32  | gruppo 7-12    |
| 9.  | BC Timba Timișoara       | 22 | 6  | 16 | 1711 | 1945 | 28  | gruppo 7-12    |
| 10. | BC Mureș                 | 22 | 6  | 16 | 1531 | 1954 | 28  | gruppo 7-12    |
| 11. | CS Politehnica Iași      | 22 | 4  | 18 | 1674 | 1903 | 26  | gruppo 7-12    |
| 12. | Dinamo București         | 22 | 1  | 21 | 1353 | 2187 | 23  | gruppo 7-12    |

## Seconda fase

### Gruppo 1-6
|    | Squadra                  | G  | V  | P  | PF   | PS   | Pt. | Qualificazione |
| -- | ------------------------ | -- | -- | -- | ---- | ---- | --- | -------------- |
| 1. | U-BT Cluj-Napoca         | 32 | 23 | 9  | 2750 | 2454 | 55  | playoffs       |
| 2. | Sibiu                    | 32 | 23 | 9  | 2734 | 2418 | 55  | playoffs       |
| 3. | Oradea                   | 32 | 22 | 10 | 2799 | 2441 | 54  | playoffs       |
| 4. | Steaua Eximbank Bucarest | 32 | 21 | 11 | 2686 | 2399 | 53  | playoffs       |
| 5. | BC Timișoara             | 32 | 20 | 12 | 2759 | 2494 | 52  | playoffs       |
| 6. | U FC Arges               | 32 | 15 | 17 | 2615 | 2545 | 47  | playoffs       |

### Gruppo 7-12
|    | Squadra             | G  | V  | P  | PF   | PS   | Pt. | Qualificazione |
| -- | ------------------- | -- | -- | -- | ---- | ---- | --- | -------------- |
| 1. | Craiova             | 30 | 18 | 12 | 2861 | 2511 | 48  | playoffs       |
| 2. | CS Phoenix Galați   | 30 | 17 | 13 | 2557 | 2335 | 47  | playoffs       |
| 3. | BC Timba Timișoara  | 30 | 9  | 21 | 2372 | 2650 | 39  |                |
| 4. | CS Politehnica Iași | 30 | 5  | 25 | 2299 | 2749 | 35  |                |
| 5. | Dinamo București    | 30 | 3  | 27 | 1954 | 2967 | 33  |                |
| 6. | BC Mureș            | 22 | 6  | 16 | 1531 | 1954 | 28  |                |

## Playoff

### Tabellone
|  | Quarti di finale | Quarti di finale | Quarti di finale |                 |                 | Semifinali      | Semifinali | Semifinali |        |                 | Finale          | Finale          | Finale |  |
|  |                  |                  |                  |                 |                 |                 |            |            |        |                 |                 |                 |        |  |
|  | 1                | U Cluj           | 3                |                 |                 |                 |            |            |        |                 |                 |                 |        |  |
|  | 1                | U Cluj           | 3                |                 |                 |                 |            |            |        |                 |                 |                 |        |  |
|  | 8                | Phoenix Galați   | 0                |                 |                 |                 |            |            |        |                 |                 |                 |        |  |
|  | 8                | Phoenix Galați   | 0                |                 | U Cluj          | U Cluj          | 2          |            |        |                 |                 |                 |        |  |
|  |                  |                  |                  |                 | U Cluj          | U Cluj          | 2          |            |        |                 |                 |                 |        |  |
|  |                  |                  | Steaua Bucarest  | Steaua Bucarest | 3               |                 |            |            |        |                 |                 |                 |        |  |
|  | 4                | Steaua Bucarest  | Steaua Bucarest  | Steaua Bucarest | 3               | 3               |            |            |        |                 |                 |                 |        |  |
|  | 4                | Steaua Bucarest  |                  |                 |                 |                 |            |            |        |                 |                 |                 |        |  |
|  | 5                | BC Timișoara     | 2                |                 |                 |                 |            |            |        |                 |                 |                 |        |  |
|  | 5                | BC Timișoara     | 2                |                 | Steaua Bucarest | Steaua Bucarest | 1          |            |        |                 |                 |                 |        |  |
|  |                  |                  |                  |                 |                 |                 |            |            |        |                 |                 |                 |        |  |
|  |                  |                  | CSM Oradea       | CSM Oradea      | 3               |                 |            |            |        |                 |                 |                 |        |  |
|  | 2                | Sibiu            | CSM Oradea       | CSM Oradea      | 3               | 3               |            |            |        |                 |                 |                 |        |  |
|  | 2                | Sibiu            |                  |                 |                 | 3               |            |            |        |                 |                 |                 |        |  |
|  | 7                | U. Craiova       | 0                |                 |                 |                 |            |            |        |                 |                 |                 |        |  |
|  | 7                | U. Craiova       | 0                |                 | Sibiu           | Sibiu           | 1          |            |        | Finale 3º posto | Finale 3º posto | Finale 3º posto |        |  |
|  |                  |                  |                  |                 | Sibiu           | Sibiu           | 1          |            |        |                 |                 |                 |        |  |
|  |                  |                  | CSM Oradea       | CSM Oradea      | 3               |                 |            |            |        |                 |                 |                 |        |  |
|  | 3                | CSM Oradea       | CSM Oradea       | CSM Oradea      | 3               | 3               |            |            | U Cluj | U Cluj          | 2               |                 |        |  |
|  | 3                | CSM Oradea       |                  |                 |                 |                 |            |            | U Cluj | U Cluj          | 2               |                 |        |  |
|  | 6                | Pitești          | 1                |                 |                 | Sibiu           | Sibiu      | 1          |        |                 |                 |                 |        |  |

| Liga Națională 2017-2018 |
| ------------------------ |
| CSM Oradea 2º titolo     |

## Formazione vincitrice
|    | Naz.                            | Ruolo | Sportivo            | Anno | Alt. | Peso | Note |
| -- | ------------------------------- | ----- | ------------------- | ---- | ---- | ---- | ---- |
| 0  | Stati Uniti (bandiera)          | G     | Kris Richard        | 1989 | 196  |      |      |
| 3  | Stati Uniti (bandiera)          | AP    | Martin Zeno         | 1985 | 196  | 95   |      |
| 4  | Romania (bandiera)              | P     | Andrei Mandache     | 1987 | 190  |      |      |
| 5  | Romania (bandiera)              | PG    | Tudor Fometescu     | 1999 | 193  |      |      |
| 7  | Lituania (bandiera)             | AC    | Artūras Valeika     | 1985 | 207  | 100  |      |
| 8  | Lituania (bandiera)             | P     | Vaidas Kariniauskas | 1993 | 197  | 92   |      |
| 11 | Montenegro (bandiera)           | GA    | Goran Gajović       | 1988 | 199  | 95   |      |
| 13 | Romania (bandiera)              | C     | Mihai Gavrilă       | 1990 | 204  | 105  |      |
| 14 | Romania (bandiera)              | C     | László Lázár        | 1987 | 210  |      |      |
| 15 | Canada (bandiera)               | C     | Sean Denison        | 1985 | 211  | 111  |      |
| 21 | Romania (bandiera)              | C     | Bogdan Țîbîrnă      | 1991 | 210  |      |      |
| 22 | Bosnia ed Erzegovina (bandiera) | G     | Muhamed Pašalić     | 1987 | 192  | 84   |      |
| 24 | Romania (bandiera)              | AP    | Bogdan Nicolescu    | 1997 | 196  | 84   |      |
| 33 | Serbia (bandiera)               | P     | Stefan Nikolić      | 1987 | 191  | 85   |      |
| 77 | Romania (bandiera)              | G     | Darius Meluț        | 1999 |      |      |      |
|    | Romania (bandiera)              | ALL   | Cristian Achim      |      |      |      |      |